# Monoskibob

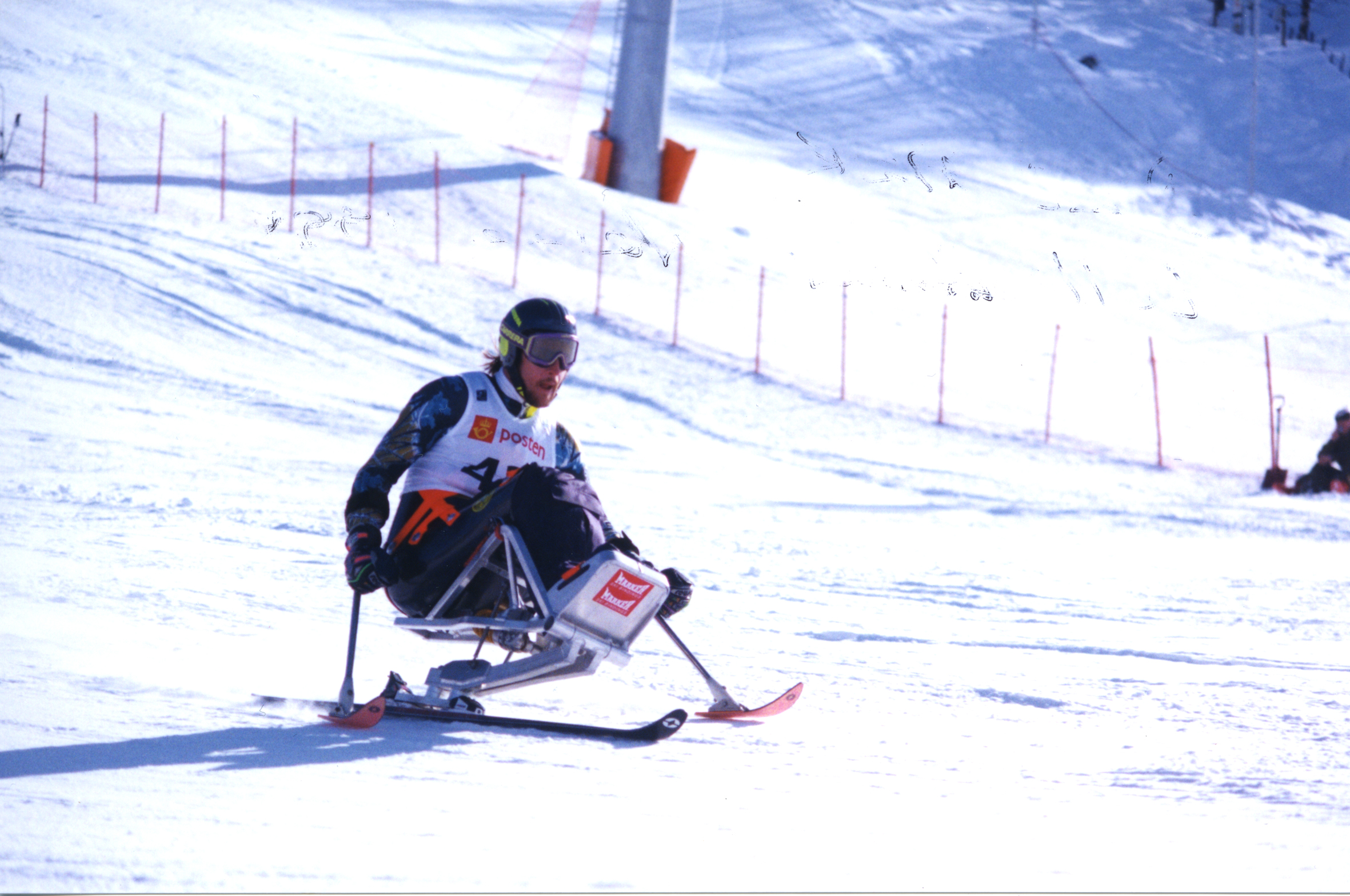
David Munk in Lillehammer

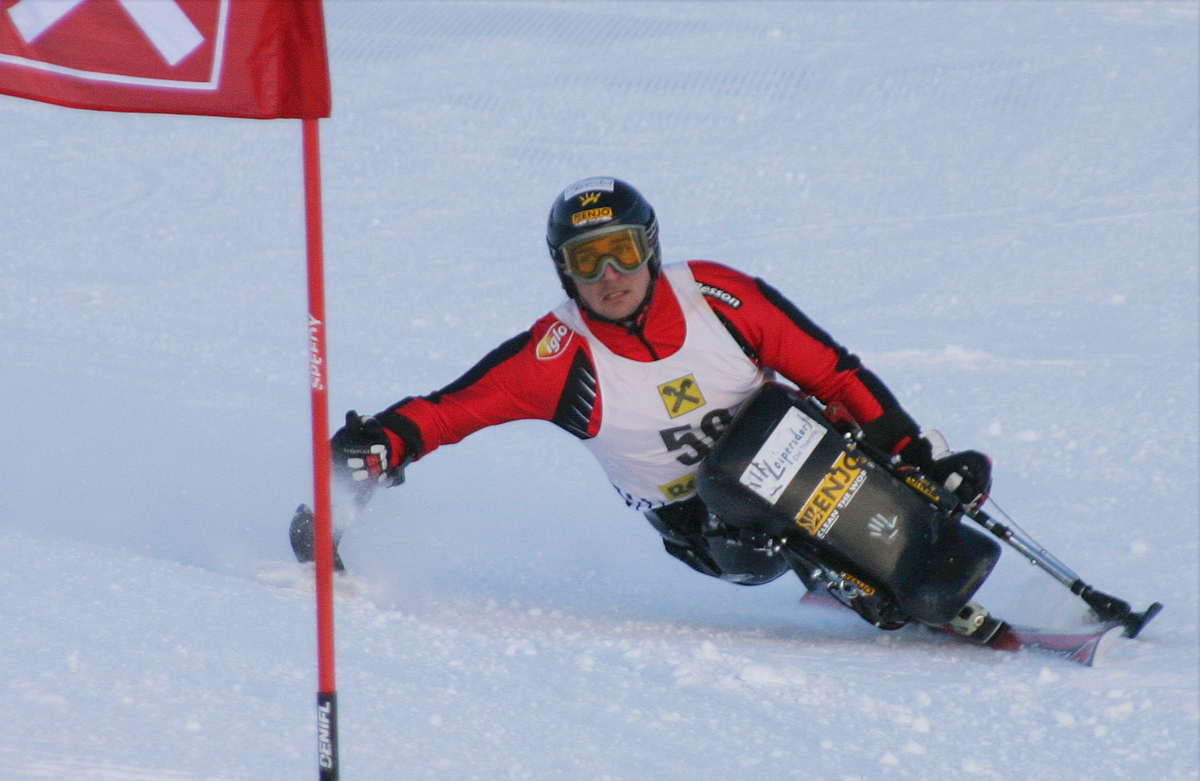
Philipp Bonadimann im Monoskibob.

Monoskibob ist die Variante des Skilaufs für Rollstuhlfahrer. Monoskibobfahrer verwenden statt Skistöcken spezielle Unterarmstützen, die am unteren Ende mit kleinen Skiern ausgerüstet sind. Diese Stabilos dienen zur Stabilisierung beim Skifahren und zum Anschieben im ebenen Gelände.

## Entwicklung
1985 und 1987 fand in Engelberg ein internationales Symposion statt, bei dem die im Behindertensport aktiven Nationen vertreten waren. Erstmals wurde der Monoskibob als neue Erfindung vorgestellt. Japanische und deutsche Konstrukteure (z. B. Heini Braun) setzten die Impulse zur Entwicklung des neuen Sportgeräts. Nach der Beteiligung an diversen Wettkämpfen durften Monoskibobfahrer 1988 erstmals an Paralympischen Spielen teilnehmen. Zur Austragung kamen die Disziplinen Slalom und Riesenslalom.
In Winter Park (Colorado) fanden 1990 die Weltmeisterschaften für körperbehinderte Sportler statt. Die Monoskibobfahrer waren in großer Zahl vertreten und bestreiten ihre Wettkämpfe nun in allen Disziplinen.

## Verwendung
Der Einsatz des Monoskibob ist in jedem Gelände und allen Schneeverhältnissen möglich. Das Gerät verlangt eine gute körperliche Leistungsfähigkeit. Der Monoskibob ist gefedert. Das zu schnelle Entspannen der Feder wird durch einen Dämpfer gebremst. Ziel ist es das menschliche Knie bestmöglich zu ersetzen. Dies funktioniert jedoch nur bedingt, da das System nur passiv auf die Bodengegebenheiten reagieren kann, wobei das Knie aktiv reguliert. Monoskibobfahrer fahren mit Sesselliften, indem sie den Bob hochklappen, Schlepplifte können durch Einhängen des Bügels am Bob benutzt werden.